# Trochulus lubomirskii
Trochulus lubomirskii е вид коремоного от семейство Hygromiidae.

## Разпространение
Видът е разпространен в Австрия, Германия, Полша, Словакия, Украйна, Унгария и Чехия.